# Junnanotrechus
Junnanotrechus is een geslacht van kevers uit de familie van de loopkevers (Carabidae). De wetenschappelijke naam van het geslacht is voor het eerst geldig gepubliceerd in 1993 door Ueno & Vi.

## Soorten
Het geslacht Junnanotrechus is monotypisch en omvat slechts de volgende soort:
- Junnanotrechus microps Ueno & Yin, 1993